# Dějiny Horní Suché

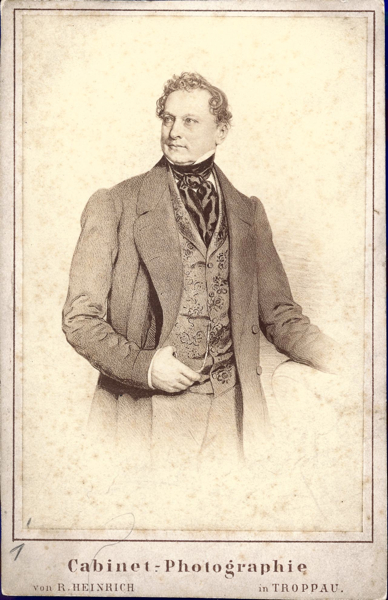
Jindřich hrabě Larisch-Mönnich (1793–1859), představitel Larisch-Mönnichů, kteří v Horní Suché začali s průmyslovou výrobou

Dějiny Horní Suché, hornické obce ve střední části Těšínského Slezska, počínají koncem 13. století, kdy došlo k pravděpodobnému založení obce polskými benediktiny z Týnce u Krakova. V roce 1471 připadla obec těšínským Piastovcům. V následujících staletích obec patřila mnoha různým majitelům, přičemž severní a jižní část obce měly odlišné vlastníky. Klíčové pro další vývoj obce bylo sjednocení obou částí v polovině 19. století, kdy se Horní Suchá dostává pod správu podnikavých Larisch-Mönnichů. Ti v obci v roce 1911 otevřeli důl František, kde postupně našla zaměstnání výrazná část Hornosušanů. Během druhé světové války zemřely desítky obyvatel obce (někteří v rámci tzv. životické tragédie); Hornosušané se angažovali v domácím i zahraničním odboji.
Po konci války zažívá opětovný rozkvět hornictví. V roce 1975 byla obec připojena k nově vystavenému Havířovu, v roce 1990 se však na přání větší poloviny obyvatel znovu osamostatnila. 
Dějiny obce jsou úzce spjaty s okolními bývalými obcemi Prostřední a Dolní Suchá, které jsou součástí Havířova. Zejména ve 20. století byl vývoj obce výrazně ovlivněn její geografickou polohou; obec se totiž nachází v oblasti Ostravsko-karvinské uhelné pánve, takže původní zemědělská obec byla v průběhu 20. století prakticky zcela přeměněna na hornickou. Horní Suchá dále náleží do oblasti Těšínska, pročež se jí bezprostředně týkal dlouholetý československo-polský spor o Těšínsko.

## Počátky

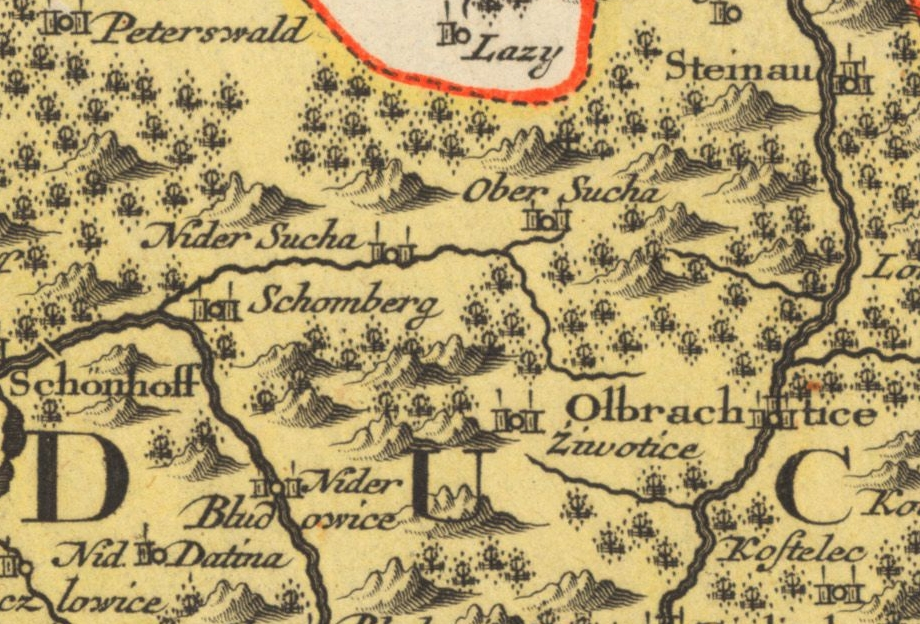
Výřez mapy Těšínského Slezska; Horní Suchá je na mapě jako Ober Sucha (Matthäus Seutter, přelom 17. a 18. století)

První písemná zmínka o obci pochází z roku 1305. Pod názvem Sucha Superior („Vyšší“ či „Horní“ Sucha) obec figuruje v listině Liber fundations episcopatus Vratislaviensis, která představovala seznam obcí s povinností odvádět desátky vratislavskému arcibiskupovi Jindřichu I. z Vrbna. Společně s Horní Suchou se v této listině objevuje i Dolní Suchá (Inferiori Sucha). Původ názvu obce nebyl dosud objasněn; podle tradiční pověsti byl název odvozen od místa, kde stála suchá borovice a lidé mu proto říkali „Suchá Polana“. Když borovice spadla, lidé se zde usadili a založenou osadu nazvali „Suchá“. Nicméně se jedná o pověst a za pravděpodobné historické zakladatele obce jsou pokládáni polští mniši z benediktinského kláštera v Týnci u Krakova (kdysi vesnice, dnes součást Krakova), kteří sem přišli na pozvání Měška I. Křivonohého.

## Nejstarší historické období
V roce 1471 připadla obec do majetku těšínských Piastovců. Následující majetnický vývoj obce je až do 18. století velice složitý a každá ze dvou hlavních částí obce (severní a jižní), které od sebe odděluje potok Sušanka, prošla odlišným vlastnickým vývojem. Severní část obce vlastnil od roku 1573 Maxmilián Prockel a Harrasowský z Harrasowa, v roce 1805 obec odkoupil Jan de Mathe Larish-Mönnich. Vlastníkem jižní části byl od roku 1536 Melichar Przyznar, poté se majiteli obce stali mj. Václav Bees, Rucecki von Eyvann, Karl Saint Genois, Schmidt von Eisenberg či Antonin Starzyński. V roce 1825 připadla Horní Suchá hraběti Jindřichu Larisch-Mönnichovi a tím se obě části dostávají do vlastnictví podnikavých a ekonomicky zajištěných Larisch-Mönnichů. Až do této doby se obyvatelé obce živili převážně zemědělstvím, v menší míře i řemeslnou výrobou. Přechod obce pod správu Larisch-Mönnichů však znamenal trvalou změnu v charakteru obce i způsobu obživy jejích obyvatel. Larisch-Mönnichové totiž v obci začali s průmyslovou výrobou. Nejdříve zde v roce 1833 otevřeli cukrovar, který byl nejmodernějším zařízením svého druhu v celé střední Evropě a vůbec první výrobnou cukru v rakouské části Slezska. Cukrovar zaměstnával v době své existence 600 dělníků a zpracoval 58 tis. centů čerstvé a 40,8 tis. centů sušené řepy U cukrovaru byla zřízená v roce 1860 plynárna. Na rozvoji cukrovaru měli podíl především Karol Forner, ředitel spojených továren hraběte Larische-Mönnicha, který zaváděl strojovou výrobu a Josefu Dostálovi, který se staral o administrativní řízení podniku. Díky různým faktorům (od požáru po několikaletou neúrodu cukrové řepy) byl v roce 1873 cukrovar přestavěn na lihovar, který zde vydržel až do konce druhé světové války. V roce 1910 hrabě Jindřich Larisch-Mönnich postavil v Horní Suché cihelnu s keramickou dílnou. Cihelna fungovala do roku 1928; definitivně byla zrušena až v 70. letech.
Podle knihy Julia Bayera z roku 1879 měla obec 148 domovních čísel a žilo zde 1479 obyvatel, byl zde mlýn a pila, které se nacházely na potoce ze Životic, fungovaly zde hostince Josefa Wicherka, Mojžíše Steinhauera a Jana Krzistka. V obci byly obchody s galanterijním zobožím, které provozoval Andrzej Pawlas, obchod s koloniálním a střižním zbožím provozované Gompertem Freudem, obchod s koloniálem a potravinami Lazara Pollaka a koloniál Josefiny Schulzové.

## Začátek těžby černého uhlí

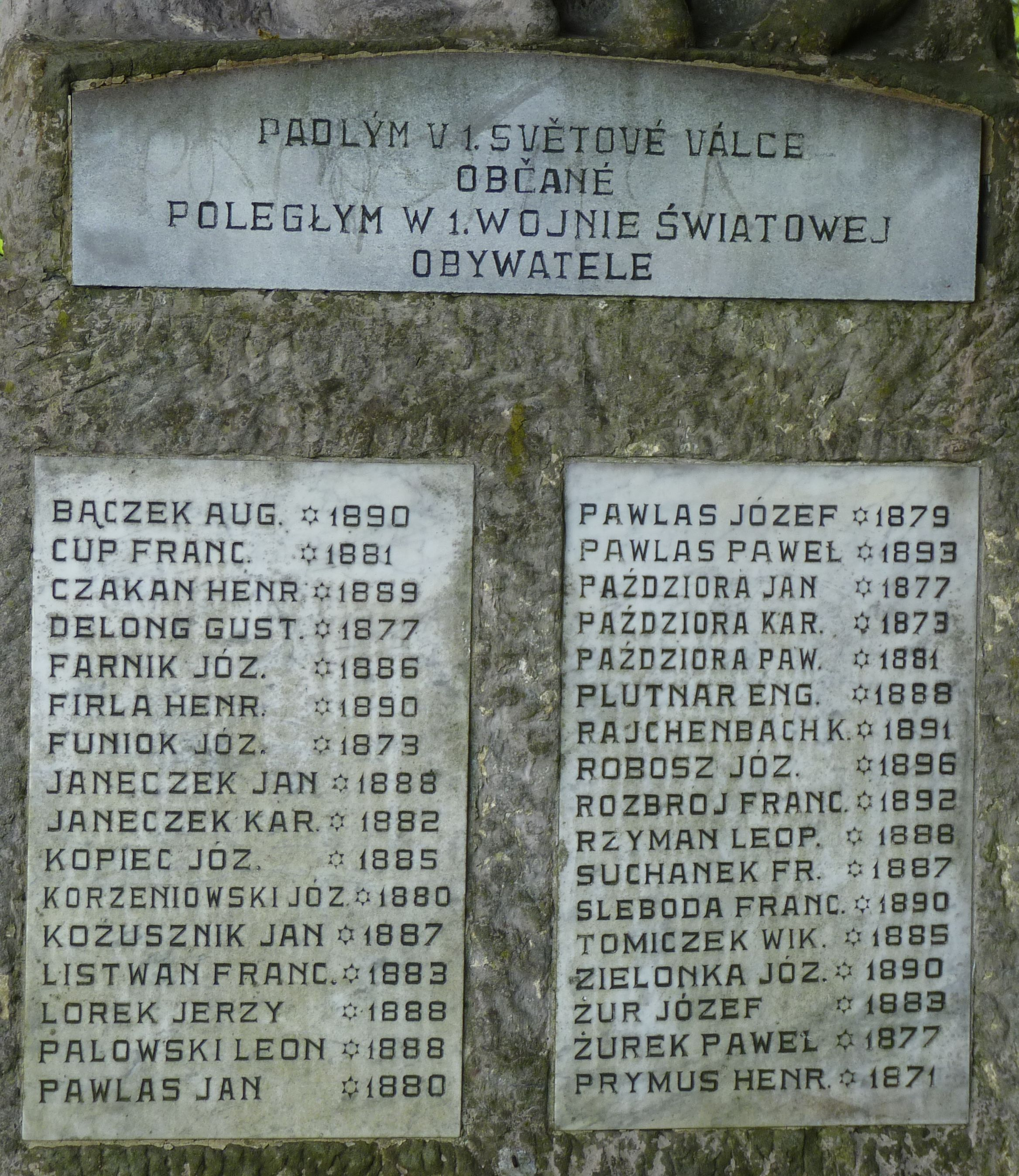
Jména zemřelých Hornosušanů na pomníku padlým v první světové válce; pomník se nachází v rohu hornosušského hřbitova

Klíčový moment pro další vývoj obce nastal roku 1911, kdy byl otevřen černouhelný důl Erzherzog Franzschacht („šachta arcivévody Františka“, podle následníka trůnu Františka Ferdinanda d’Este). Později se stal známý jako důl František. Již o dva roky později, roku 1913, bylo z dolu vytěženo 13 tisíc tun černého uhlí. V té době v dole pracoval 214 lidí. S odchodem havířů na počátku první světové války byla těžba utlumena a v době vzniku Československa na dole pracovalo jen zhruba 45 lidí. Navíc když v roce 1920 došlo na dole k výbuchu metanu, těžba byla zastavena úplně a šachta zatopena. Od roku 1921 však začalo docházet k obnově dolu a v roce 1922 bylo vytěženo 30 tisíc tun uhlí. Počet havířů i množství vytěženého uhlí se trvale navyšovalo, až v roce 1937 dosáhla těžba předválečného maxima. V tomto roce bylo na Františku vytěženo 400 tisíc tun uhlí a důl zaměstnával kolem tisícovky lidí.
Do katastru Horní Suché ještě zasahuje dobývací prostor závodů 1 a 3 karvinského dolu Darkov, který se však nachází dále od obce a do utváření obce nezasáhl tolik, jako důl František, který je přímo na území obce. S počátky těžby na Františku do obce přišlo velké množství lidí; zásadní nárůst obyvatel s sebou přinesl výstavbu nových domů, založení mnoha různých spolků a organizací a vůbec rozkvět kulturního života obce.
Ze spolků zde vznikly mj. Kroužek krojovaných horníků (1921) či první tělovýchovná organizace v Horní Suché s názvem Towarzystwo Gimnastyczne Sokol. Roku 1926 vznikla v obci první družina polských harcerů. V roce 1930 prošel generální rekonstrukcí římskokatolický kostel svatého Josefa, jehož podoba se od té doby prakticky nezměnila. Mimo římskokatolickou církev v obci od roku 1919 působí sbor Církve bratrské.
Na druhou stranu spuštění těžby uhlí znamenalo závislost většiny obyvatel Horní Suché i okolních obcí na jednom zaměstnavateli. Počátkem třicátých let, kdy vrcholila velká hospodářská krize, se finanční úpadek dotkl v oblasti Karviné především horníků. Úroveň jejich života v hornosušských hornických koloniích se stále zhoršovala a když vedení Františku oznámilo plán propouštět horníky a ještě více snížit mzdy, horníci započali 29. března 1930 stávkovat. 30. března 1930 byla svolána schůze dělnictva do Dělnického domu. Schůze však byla policejním komisařstvím zakázána. Horníci se tedy sešli na jiném improvizovaném stanovišti, a to v lesíku zvaném Chrost. Až 3 000 osob shromážděných v lese bylo však policií postupně rozehnáno. Policie nejdříve dav vytlačila na obecní cestu, a když demonstranti začali na policii útočit kameny i střelnými zbraněmi, strážníci použili palebnou sílu. Výsledkem potyček a přestřelek byli zranění na obou stranách (4 osoby byly zraněny lehce a 2 těžce); 1 z horníků později zraněním podlehl. 1. dubna horníci opět nastoupili do práce.

## Mezi Československem a Polskem

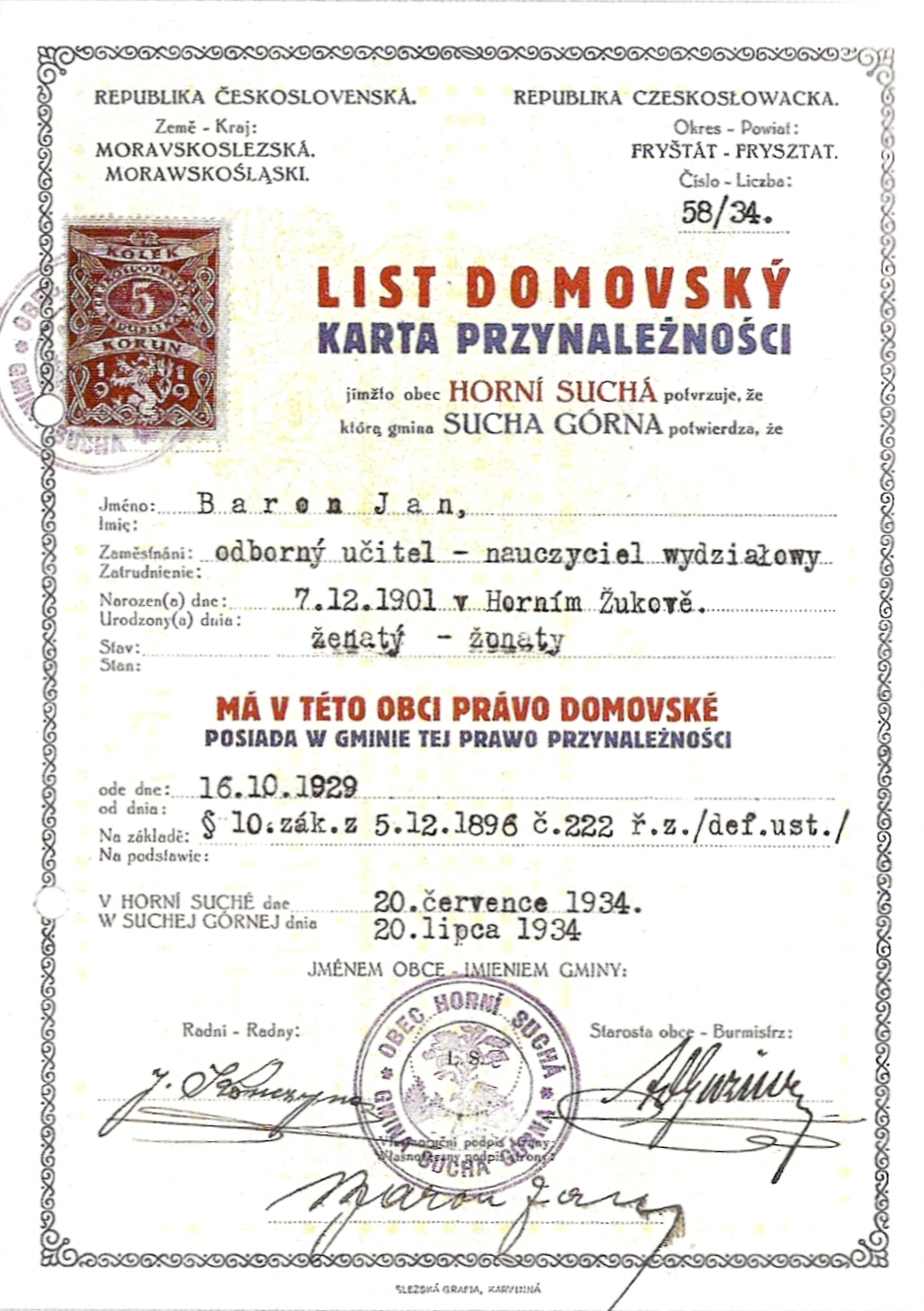
Domovský list učitele z roku 1934

Obec svou polohou náleží do příhraniční oblasti Těšínska, díky čemuž se jí od roku 1918 týkal dlouholetý československo-polský spor o Těšínsko. Po první světové válce připadla část Těšínska i s Horní Suchou Československu, nicméně v Horní Suché převažovali obyvatelé polské národnosti. To vyvolávalo občasné, avšak dlouhodobé napětí a třenice, podporované i tím, že polské úřady si dlouhodobě činily nárok na území Těšínska. Jejich požadavky ve třicátých letech nabíraly na intenzitě a vrcholily v roce 1938, kdy polské úřady spustily propagandistickou kampaň za připojení Těšínska k Polsku. Polská armáda zároveň započala výcvik polských dobrovolníků, kteří žili na československé straně Těšínska. Dne 22. září 1938 byla vyhlášena všeobecná mobilizace. Polští obyvatelé na československé straně Těšínska začali přebíhat za hranice, kde se formovali do diverzních oddílů Legionu Zaolžanského (Legion Zaolzianski); čeští obyvatelé včetně hornosušského družstva Stráže obrany státu zaujali bojové pozice na hranicích.
Už 23. září přišel z Varšavy povel k zahájení diverzních akcí. Na území Těšínska došlo k několika ozbrojeným bojůvkám, avšak k jejich většímu rozvinutí nedošlo. Důvodem bylo ustoupení československé vlády, která pod tlakem mnichovských událostí přistoupila na požadavky polské vlády a postoupila polské straně výraznou část Těšínska, mj. i Horní Suchou. Ta byla společně s Dolní a Prostřední Suchou oficiálně předána 19. října polské straně. Polští obyvatelé Těšínska nadšeně přijímali přičlenění k Polsku. U příležitosti oslav Svátku nezávislosti zavítala do Těšína vládní delegace včetně prezidenta Ignacy Moścického a premiéra Sławoje Składkowského, kteří navštívili i Horní Suchou. V Horní Suché se setkali mj. se starostou Alojzem Sznapkou.
Během období polské vlády docházelo k porušování práv osob s českou národností. Státní občanství bylo přiznáno pouze lidem s polskou národností a dlouhodobě usazeným. Z toho důvodu obec opustilo velké množství obyvatel hlásících se k české národnosti. Podle odhadů ze všech tří Suchých odešlo až tisíc obyvatel, mnoho dalších se raději přihlásilo k polské národnosti. V důsledku polské intervence roku 1938 opustilo Těšínsko až 30 tisíc lidí. Poláci často vnímali tyto kroky jako odplatu za diskriminační postupy československých úřadů proti Polákům v meziválečném období i jako odplatu za vysídlení Poláků v roce 1920, kdy jich kolem 14 tisíc bylo různými prostředky přinuceno opustit československou část Těšínska.
Polský zábor Těšínska neměl dlouhého trvání. Již následující rok, 1. září 1939, se v důsledku napadení Polska Německem polské jednotky i mnozí polští obyvatelé stáhli za původní československo-polské hranice. Polští vojáci ještě stačili vyhodit do povětří železniční most v Horní Suché, k žádným vážnějším střetům však nedošlo. To se dá říci i o celém období let 1938–1939, kdy Horní Suchá patřila Polsku. Občasné bojové přepady a menší akce sice prováděly české skpuiny Slezského odboje, avšak jejich činnost se soustředila do těsné blízkosti hranic; v Horní Suché nebyl žádný výraznější útok zaznamenán.

## Druhá světová válka
Za německé okupace patřila Horní Suchá do Katovického obvodu Slezské, později Hornoslezské provincie Třetí říše (tedy ne do Protektorátu Čechy a Morava). Od 1. dubna 1941 byly Horní, Prostřední a Dolní Suchá sjednoceny v jeden správní celek s názvem Suchá (Suchau; hlavní sídlo měla Suchau v Prostřední Suché). V jejím čele stanul Leo Stachura. Ihned po záboru obce německými okupanty se započalo s germanizací, které předcházela registrace obyvatelstva. Podle údajů z prosince 1939 bylo v Horní Suché celkem 3 854 obyvatel, z čehož 168 Němců, 243 Čechů, 1 656 Poláků, 1 770 Slezanů a 17 obyvatel se přihlásilo k jiné národnosti. Národnost Slezan byla účelově zavedená německými úřady, které tak umožnily, aby se Poláci a Češi nemuseli hlásit ke své nebo německé národnosti. Vzápětí však byli Slezané zařazeni do tzv. Listiny Němců (Deutsche Volksliste), čímž byli mezi Němce zařazeni.

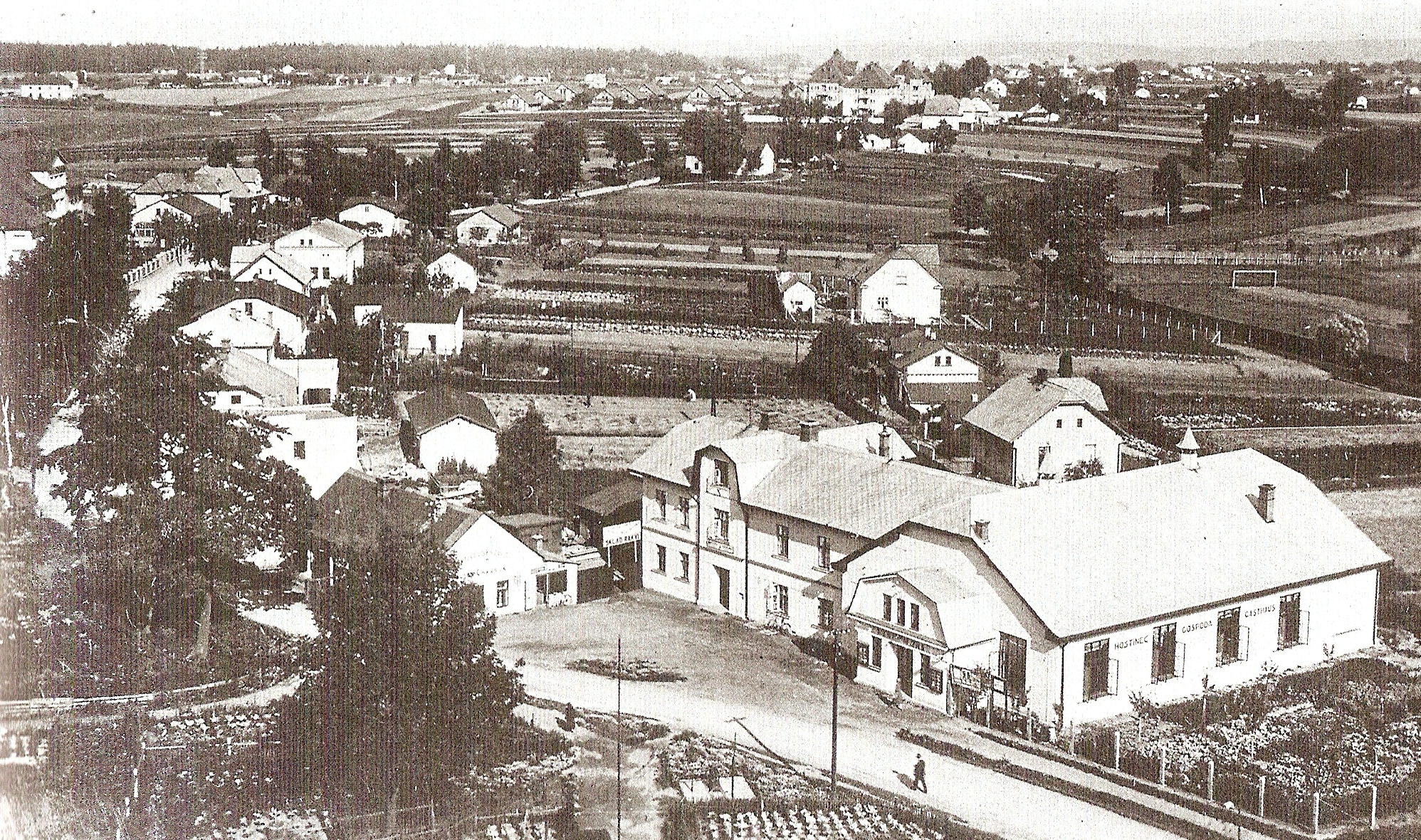
Horní Suchá v roce 1938

Pod hrozbou ztráty majetku a deportace do koncentračních táborů byla k zápisu do „volkslisty“ přinucena drtivá většina Hornosušanů. Ti, co podepsali volkslistu, sice nebyli vystavováni tak ostré perzekuci jako ti, kteří podepsat odmítli, avšak na oplátku museli vstoupit do německé armády. Těsně před odvodem se obyvatelé Horní Suché, ale i dalších obcí, často hlásili opět k polské či české národnosti; vyhnuli se sice vojenské službě, byli však odvedeni do pracovních nebo rovnou koncentračních táborů.
Během okupace byli polští obyvatelé Těšínska včetně těch z Horní Suché perzekvováni více než čeští. Dostávali menší plat a menší příděly jídla, šatstva apod. Některé hornosušské polské rodiny byly úplně vysídleny; na jejich místo mířili němečtí osídlenci z Bukoviny a Besarábie. Přes 70 % obyvatel Suché pracovalo za války v průmyslu. Důl František vykazoval mimořádné výkony v množství vytěženého uhlí – v roce 1943 se jednalo až o 700 tisíc tun. Tento výsledek byl však na úkor mnoha životů, a to zejména ruských zajatců, kteří byli nuceni na dole pracovat. Na Františku jich pracovalo takřka 400. Nepřežilo jich nejméně 42, kteří byli pohřbeni v Prostřední Suché.

### Odboj

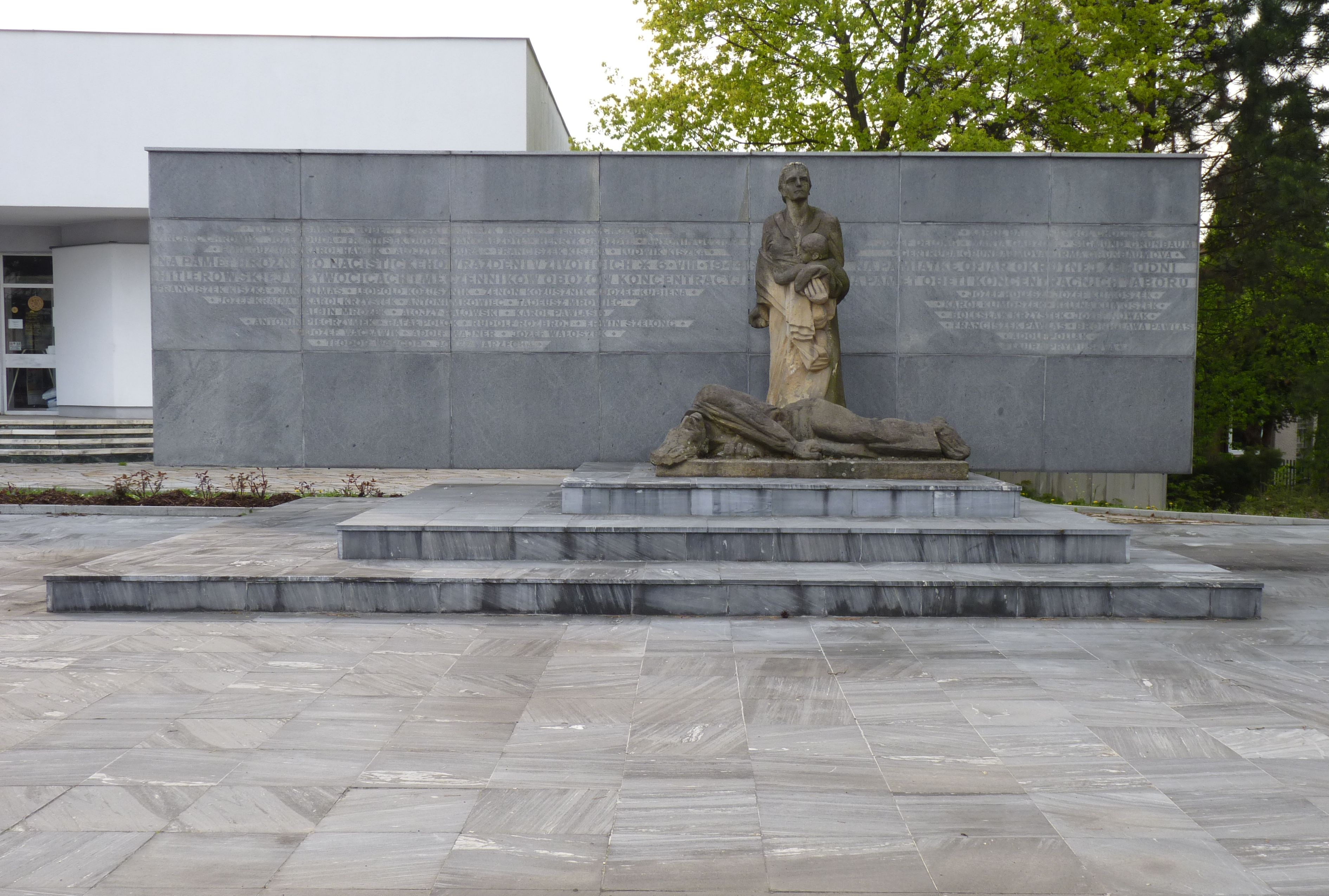
Památník životické tragédie v sousedních Životicích; odvetné akci německého gestapa padlo za oběť i několik občanů Horní Suché

Občané Horní Suché se zapojovali do odbojové činnosti, aktivní byl zejména polský odboj. Hornosušané se angažovali v odbojových a dalších ilegálních spolcích jako byla Polská socialistická strana (Polska Partia Socjalistyczna; PPS) či Zemská armáda (Armia Krajowa; AK) (včetně jejího předchůdce, Svazu ozbrojeného boje (Związek Walki Zbrojnej; ZWZ)). Své buňky zde měla výzvědná síť PPS August z či výzvědná síť Stragan, která patřila ke ZWZ-AK.
Obyvatelé Horní Suché se angažovali i v zahraničním odboji, např. Seskupení polských kombatantů (Koło Polskich Kombatantów; KPK) eviduje 29 odbojářů z Horní Suché. Bojovali na mnoha frontách, především v Itálii. Podle neúplných seznamů zemřelo následkem války nejméně 67 občanů Horní Suché; někteří padli na frontě, jiní byli umučeni a zavražděni ve věznicích gestapa, nejvíce obětí si však vyžádal pobyt v koncentračních táborech.
Ze statistického hlediska byl nejhorší rok 1944. Kamińského partyzánský oddíl tehdy přepadl osídlence z Bukoviny, který byl během předstřelky zabit. V odvetu gestapo zatklo 26 Hornosušanů, které poslalo do koncentračních táborů (vrátilo se 13 z nich). 18. července 1944 bylo pro výstrahu na náměstí popraveno 5 polských odbojářů, kteří sem byli pro tento účel dovezeni z Osvětimi. Odvetná akce německého gestapa za útok partyzánů na příslušníky gestapa, která vešla ve známost jako životická tragédie, si vyžádala 6 náhodných obětí i z Horní Suché. K dalším hromadným vraždám došlo 20. února 1945, kdy byli před dolem František zastřeleni 4 horníci pro podezření z kolaborace s partyzány (3 byli z Horní Suché).
Horní Suchá byla osvobozena sovětskými vojsky 3. května 1945. Během osvobozovacích bojů padli tři sovětští vojáci. Mimořádné lidové soudy, které probíhaly bezprostředně po válce, odsoudily 15 obyvatel z Horní Suché za kolaboraci s německými utlačovateli.

## Poválečný vývoj
Po skončení války se život v obci jen pomalu vracel do normálu. Následkem nešetrného drancování uhelných zásob v období války se začaly propadat některé části obce. Následkem poddolování nakonec úplně zanikly dvě severní části obce, Podlesí a Paseky. Obyvatelům byly v letech kolem přelomu 40. a 50. let poskytnuty byty v Havířově a v nových koloniích finských domů. V roce 1947 byl založen místní svazek Polského kulturně-osvětového svazu (Polski Związek Kulturalno-Oświatowy w Republice Czeskiej; PZKO) i Sdružení polské mládeže (Stowarzyszenie Młodzieży Polskiej; SMP).

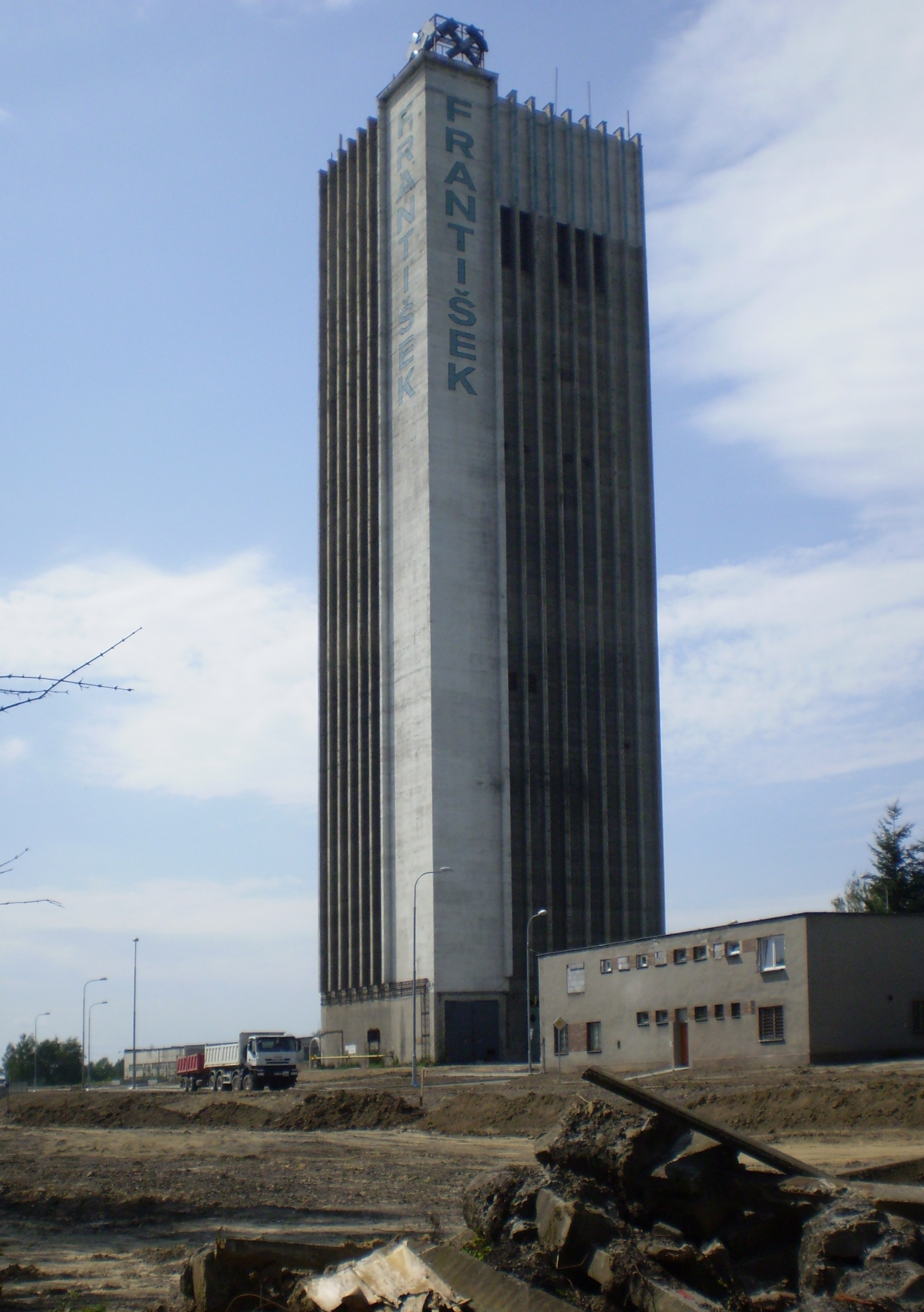
Těžní věž dolu František, výšková dominanta obce postavená v osmdesátých letech

Důl František začal zvyšovat množství vytěženého uhlí, kterého bylo ve válkou zdecimovaném státě velká spotřeba. Jméno dolu však až příliš připomínalo aristokratického jmenovce, proto byl jeho název již roku 1946 změněn na Důl Klement Gottwald, později téhož roku na Důl Prezident Klement Gottwald (v roce 1990 byl název František dolu opět vrácen). Prudký nárůst těžby uhlí s sebou nesl i zvýšení počtu zaměstnanců, potažmo obyvatel Horní Suché, pro které byly vystavěny nové domy. Mezi lety 1952–1958 na dole pracovali i příslušníci Pomocných technických praporů; i díky nim byla v roce 1954 poprvé překročena hranice jednoho milionu tun vytěženého uhlí za rok.
V důsledku trvalého nedostatku uhlí byl v roce 1957 v blízkosti obce otevřen další důl, Suchá-Stonava (později 9. květen). V 60. letech dosáhl počet zaměstnanců na dole František vrcholu: na těžbě se podílelo 3 600 lidí, přičemž přímo v dole pracoval kolem 2 600 lidí. Po elektrifikaci dolu a celkové modernizaci vůbec se však stavy začaly snižovat s tím, že množství vytěženého uhlí zůstávalo stejné. V 80. letech vyrostla na dole František dominanta obce – železobetonová těžní věž.
Roku 1957 byla otevřena polská i česká mateřská škola, téhož roku došlo ke stavbě nové, dvou kolejové železniční dráhy spojující Český Těšín a Vítkovice. O dva roky později byl otevřen kulturní dům dolu František. V roce 1961 došlo k otevření nové základní školy na Těrlické ulici, která funguje dodnes. Pro další vývoj obce byl zásadní rok 1975, kdy Horní Suchá ztratila svou samostatnost a byla přičleněna k prvnímu socialistickému městu v Československu, Havířovu (jako jeho 6. část). V roce 1982 zde bylo otevřeno panelové sídliště „Chrost“, později nákupní středisko a na hřbitově smuteční obřadní síň.

## Po roce 1989

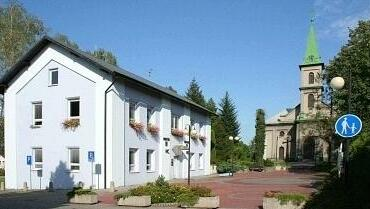
Centrum obce; vlevo obecní úřad, vpravo kostel svatého Josefa (2007)

Nedlouho po sametové revoluci, počátkem roku 1990, proběhlo v obci referendum. 56 % ze 4 385 zúčastněných hornosušských občanů se vyslovilo pro opětovné osamostatnění obce. První investiční akce obce mířily do školství: v roce 1992 byla zbudována přístavba jídelny k základní škole na ulici Těrlické, v letech 1995–1996 proběhla rekonstrukce „Staré školy“ (dnes sídlo místní policie), v roce 1997 ještě bylo přistavěno nové patro základní školy.
V devadesátých letech začalo pomalu klesat množství vytěženého uhlí. Těžba na dole byla postupně utlumována, v roce 1999 definitivně skončila. Došlo k zasypání jámy a demolici důlních budov. V roce 1991 došlo k plynofikaci obce a byly postaveny kanalizační sběrače. V roce 1995 došlo k otevření domu s pečovatelskou službou, v roce 2004 zde byla vystavěna nová sportovní hala. V průběhu 90. let byla ještě postavena budova pošty a v neobydlené obci zřízena skládka.
V roce 2007 došlo k vestavbě nových podkrovních prostorů pro výuku do „Žluté školy“. Základní a mateřská škola s polským vyučovacím jazykem je od této doby situována v jedné budově. V tomto roce bylo taktéž opraveno vlakové nádraží, v roce 2008 bylo revitalizováno sídliště Chrost a opravena infrastruktura na místním hřbitově. Zároveň došlo k dalším investicím zejména do infrastruktury průmyslové zóny na Františku a taktéž se začínají opravovat mosty v obci, jež neodpovídaly technickým normám. Rekonstrukcí prošlo fotbalové hřiště u základní školy na ulici Těrlické.